# Tamil (taal)

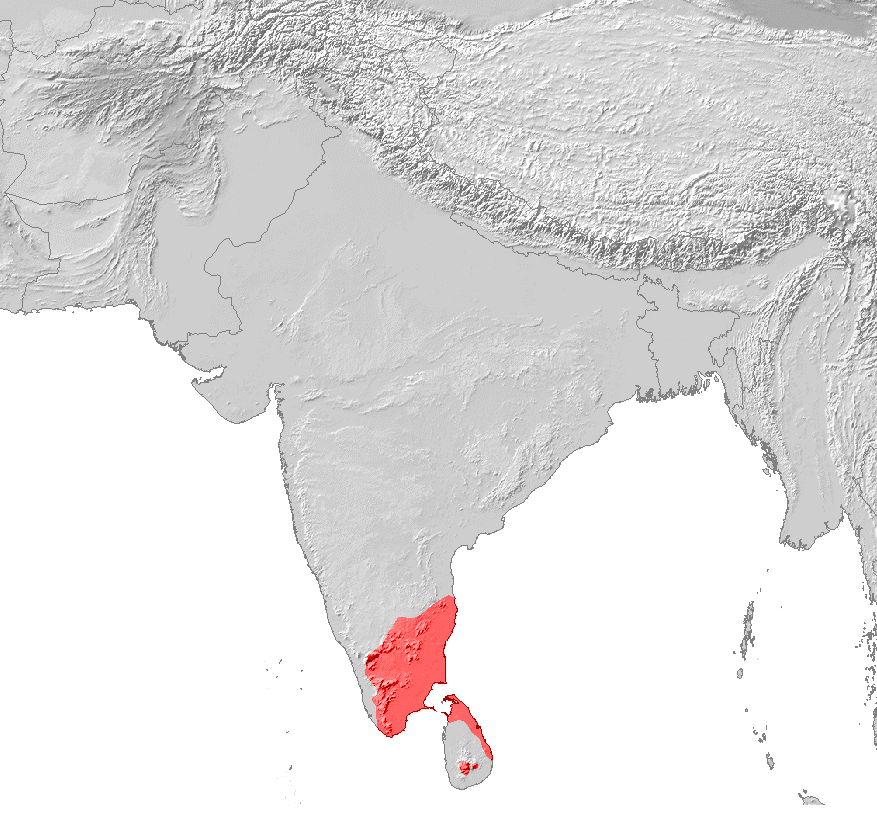
Verspreiding van het Tamil op het Indische Subcontinent

Het Tamil (தமிழ்) is een taal die gesproken wordt door de Tamils in Zuid-Indiase staat Tamil Nadu, in Sri Lanka, en in Singapore en Maleisië. Het Tamil behoort tot de Dravidische talen. Het Tamil is een bijzonder stabiele taal gebleken; de literatuur die meer dan 2000 jaar teruggaat is ook voor een moderne Tamil goed te lezen.

## Feiten over het Tamil
- Er zijn 77 miljoen sprekers.
- Het Tamil heeft een eigen schrift.
- Het Tamil geldt als een klassieke taal; niet alleen is het oud, het heeft tevens een onafhankelijke geschiedenis.
- Er zijn vele dialecten van het Tamil.
- Het in Zuidwest-India gesproken Malayalam is van het Tamil afgeleid.
- De taal wordt door families in het buitenland doorgegeven.
- De ISO 639-1 code is ta.
- De ISO 639-2 code is tam.
- De SIL code is TCV.

## Geschiedenis
Onder de Indiase talen, heeft Tamil het meeste oude non-Sanskrietse Indiase literatuur. Geleerden categorizeren de geschiedenis van de taal in drie periodes: Oud-Tamil (300 voor Christus–700), Midden-Tamil (700–1600) en Modern Tamil (1600–heden).

## Schriftsysteem

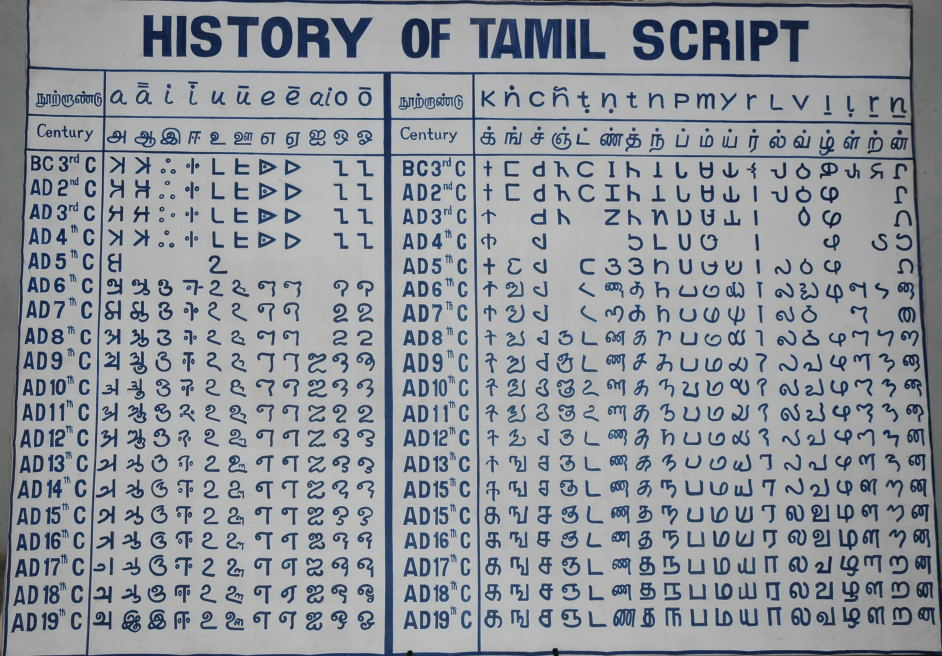
Historische evolutie van het Tamil schrift.

Het Tamil schrift is een abugida. In een abugida worden de klinkers van de medeklinkers af geschreven, en zijn deze medeklinkers de belangrijkste letters. Tamil heeft achttien medeklinkers, en twaalf klinkers.

## Nederlandse woorden in Tamil
In Zuid-India waren slechts handelskantoren gevestigd. Via die 'factorijen' zijn er Nederlandse woorden in het Tamil beland, die voor zover bekend niet voorkomen in het Singalees: commandeur, diaconie, duiker (parelduiker), gouvernement, kasteel, kermis, koffie, luitenant, plakkaat, rekje, ronde (patrouille), schipper, strijken, stuiver en vak (begrensd deel van cement).

## Tanglish
Tanglish is het door elkaar gebruiken van Tamil en Engels. Tanglish wordt veel gebruikt in Chennai, aangezien er veel Engels wordt gebruikt in het onderwijs en door de niet-Tamil bevolking van Chennai. Tanglish is iets wat door bijna iedere student in Chennai gebruikt wordt. Volgens sommigen is Tanglish het Tamil aan het vervangen, en begint het Tamil daarom bedreigd te raken. Veel advertenties worden ook in het Tanglish gemaakt, vaak in het Latijnse alfabet. Daarom is er ook angst dat jongeren niet meer in staat zullen zijn om het schrift te lezen. Veel van deze advertenties zijn voor internationale producten. Pepsi's slogan in Chennai was dan bijvoorbeeld "ullam kekkuthae more"

## Media
- De filmindustrie uit Tamil Nadu, Kollywood, produceert films in het Tamil.
- Theekkathir, een Tamil-dagblad, uitgegeven door de Communistische Partij van India in Tamil Nadu.